# Agrokomerc

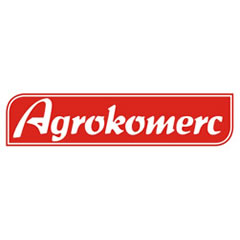
Ehemaliges Logo des Unternehmens

Agrokomerc ist ein bosnischer Nahrungsmittelproduzent mit Sitz in Velika Kladuša im Nordwesten von Bosnien-Herzegowina.

## Unternehmen
Das Unternehmen wurde 1969 von einer lokalen Genossenschaft, bestehend aus mehreren heimischen Bauern, in Maljevac in Kroatien gegründet. Später wurde die Firma zum heutigen Hauptsitz nach Velika Kladuša verlegt. Die anfängliche Agromerkantlija, wie sie bis zu ihrer Umbenennung 1972 hieß, besaß 1971 mit Hilfe von Investitionen in Höhe von 18 Millionen jugoslawischen Dinar mehrere Farmen in Dubaljevo, Dubrave, Pećigrad und Šumatac. Zu ihren besten Zeiten in den 1970er Jahren waren bei Agrokomerc zwischen 7.000 und 13.000 Mitarbeiter beschäftigt.
Im Bosnienkrieg galt das Unternehmen als das wirtschaftliche Fundament des Regimes in der 1993 von Abdić ausgerufenen abtrünnigen Autonomen Provinz Westbosnien.

## Agrokomerc-Skandal
Im August 1987 flog auf, dass Agrokomerc seine Bilanzen fälschte und dadurch hohe Schulden vertuschte. Insgesamt 400 Milliarden Dinar (heute etwa 500 Millionen Euro) Schulden hatte der Konzern angehäuft und dadurch 63 Banken in finanzielle Schwierigkeiten gebracht. Ende 1987 wurde der damalige Direktor Fikret Abdić verurteilt und befand sich 2 Jahre in Haft.

## Nach dem Krieg
Am 4. Mai 1999 gab es seitens ehemaliger Arbeiter, die zu diesem Zeitpunkt 75 % der Firmenanteile hielten, Bestrebungen, die im Krieg zerschlagene Firma als Udruženje za zaštitu nezaposlenih dioničara Agrokomerc Velika Kladuša neuzugründen und fortzuführen. An den wirtschaftlichen Vorkriegserfolg konnte die neue Firma nicht mehr anknüpfen, so dass sie mehrere Kooperationen mit lokalen und nationalen Betrieben wie z. B. der Gadžo komerc aus Sarajevo anstrebte, welche in Zusammenarbeit mit dieser Kekse der Marke Tops in die Vereinigten Staaten, Kanada und Australien exportierten.
Dann wurde die Firma von der Agentur für Privatisierung der Föderation Bosnien und Herzegowina (APFBiH) verwaltet und zum Verkauf angeboten. Die Privatisierung gestaltete sich aufgrund mangelnder Übernehmer wegen  ausstehender Lohnzahlungen und Schulden als schwierig.
2017 wurde die Firma schließlich an das bosnische Unternehmen AS Holding verkauft und wieder zum Leben erweckt. Die Privatisierung gestaltete sich aufgrund mangelnder Übernehmer wegen ausstehender Lohnzahlungen und Schulden als schwierig.